# 33287 Lasue
33287 Lasue este o planetă minoră (asteroid) din centura de asteroizi. A fost descoperită pe 18 mai 1998 la Stația Anderson Mesa de Lowell Observatory Near-Earth-Object Search. 
Obiectul prezintă o orbită caracterizată de o semiaxă mare de 3,0477502 UAi, o excentricitate de 0,09, o înclinație de 11,92824 ° în raport cu ecliptica.